# 우에다 도모키
우에다 도모키(일본어: 上田 智輝, 1996년 3월 3일~)는 일본의 축구 선수이다.

## 구단 경력
그는 2018년 일본 풋볼 리그의 나라 클럽에 입단했고, 3년동안 팀에서 뛰었다. 2021년 J2리그의 오미야 아르디자로 이적했다. 2023년 후지에다 MYFC로 이적했다. 2024년 J3리그의 FC 기후로 이적했다. 2025년 후쿠시마 유나이티드 FC로 이적했다.